# Atrichum crispum
Atrichum crispum är en bladmossart som beskrevs av Sullivant och Lesquereux 1856. Atrichum crispum ingår i släktet sågmossor, och familjen Polytrichaceae. Inga underarter finns listade i Catalogue of Life.